# 勝承夫

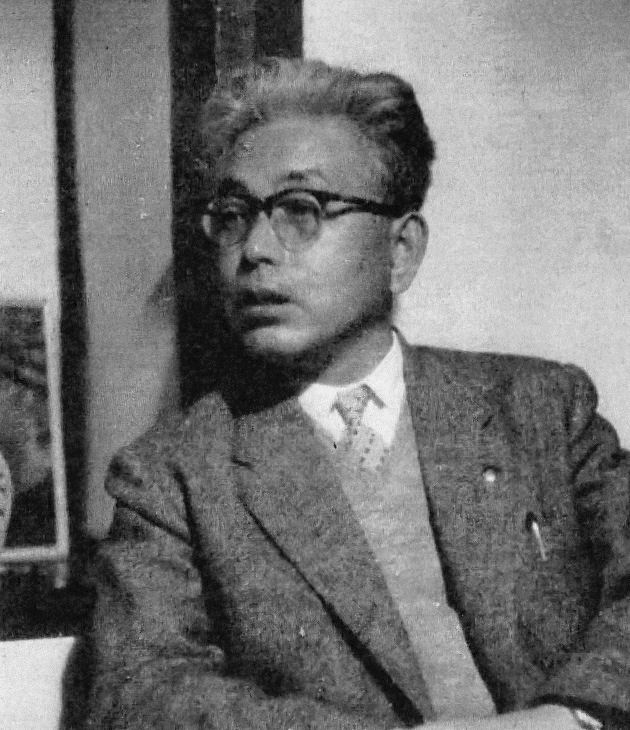
勝承夫

勝 承夫（かつ よしお、1902年（明治35年）1月29日 - 1981年（昭和56年）8月3日）は、東京市四谷区（現・東京都新宿区）出身の詩人。元日本音楽著作権協会会長。元東洋大学理事長。

## 来歴
旧制中学時代から詩人として活躍。1920年（大正9年）に、正富汪洋の勧めで東洋大学に入学し、正富が主催する『新進詩人』に参加。宵島俊吉のペンネームで「白痴を誘って野に出て」などの作品を著し、中央文壇に登場する。
また在学中には、1921年（大正10年）に井上康文らと『新詩人』を、1923年（大正12年）に同大出身の赤松月船・岡村二一・岡本潤・角田竹夫らと『紀元』を創刊した。勝のこうした活動により、当時勝と同世代の詩人を志していた者の中では、東洋大学を志望する者が多かったと言われ、東洋大学は「詩・歌人大学」と呼ばれていた。
1927年（昭和2年）に東洋大学を卒業した後は報知新聞社に入社し記者となるも、1943年（昭和18年）には退社し、文筆活動に専念するようになる。
戦後は音楽教育活動にも参画し、日本音楽著作権協会会長を歴任。また、全国の小・中学校、高等学校の校歌の作詞を数多く手がけ、勝承夫が作詞し、平井康三郎が作曲したものが多くみられる。
1960年（昭和35年）と1975年（昭和50年）に学校法人東洋大学理事長に就任。
1953年（昭和28年）に「駅伝を讃えて」を、読売新聞紙上に発表。この詩文は、箱根駅伝第60回大会を記念して詩碑として刻まれ、往路ゴール・復路スタートの地点である芦ノ湖の湖畔で見ることができる。墓所は台東区大雄寺。

## 主な詩集
- 『惑星』 1922年
- 『風の微風』 1923年
- 『白い馬』 1933年
- 『航路』 1947年
- 『勝承夫詩集』 1981年

## 主な作詞
- 故郷の人々 - フォスター作曲。
- 歌の町 - 小林三千三作曲。
- 灯台守 - 文部省唱歌。作曲者不詳。
- 小ぎつね
- 夜汽車
- かねがなる
- しりとりうた - 原曲はドイツ民謡『楽しく陽気に（ドイツ語版） 』[2]。
- 海を渡る荒鷲 - 海軍軍楽隊作曲。
- 密林進撃 - 1942年（昭和17年）。
- 突撃喇叭鳴り渡る（一億総蹶起の歌）- 古関裕而作曲。
- 青い風 - 海沼實作曲、歌：川田正子・コロムビアゆりかご会。
- さんぽ - 多梅稚作曲。
- そうだん - 平井康三郎作曲。
- 小鳥の旅 - 三善晃作曲。こどものための合唱曲集「光のとおりみち」所収。
- いつも心に - 長谷川良夫作曲。第19回NHK全国学校音楽コンクール中学校の部課題曲。
- 若い日の歌 - 石桁真礼生作曲。第20回同高等学校の部課題曲。
- ともだちの歌 - 高田三郎作曲。第26回同中学校の部課題曲。
- 光あらたに -  村瀬輝光作曲。神奈川県の県民歌。

### 市町村歌
- 大和市歌 - 井上武士作曲。
- 三浦市歌 - 小林三千三作曲。
- 小平市歌 - 下総皖一作曲。

### 校歌
- 大学
  - 千葉大学 校歌 - 平井康三郎作曲。
  - 東京水産大学 校歌 - 下総皖一作曲。
  - 東京工芸大学 校歌 - 平井康三郎作曲。
  - 法政大学学生歌「青春の烽火 (のろし)」 - 平井康三郎作曲。
- 高校
  - 東洋大学附属牛久中学校・高等学校 校歌 - 平井康三郎作曲。
  - 東洋大学附属姫路中学校・高等学校 校歌 - 平井康三郎作曲。
  - 鎌倉学園中学校・高等学校 応援歌 - 小村三千三作曲。
  - 酒田南高等学校 校歌 - 中山晋平作曲。
  - 東京大学教育学部附属中等教育学校 学生歌 - 供田武嘉津作曲。
  - 東京都立昭和高等学校 校歌 ‐ 平井康三郎作曲。
  - 東京都立武蔵丘高等学校 校歌 - 安部孝明作曲。
  - 東京都立鷺宮高等学校 校歌 ‐ 平井康三郎作曲。
  - 横浜市立東高等学校 校歌   - 平井康三郎作曲。
  - 熊本県立第一高等学校 校歌 ‐ 平井康三郎作曲。
- 中学校
  - 喜多方市立第三中学校 校歌 - 平井康三郎作曲
  - 宇都宮市立陽北中学校 校歌 - 石桁真礼生作曲。
  - 宇都宮市立星が丘中学校 校歌 - 下総皖一作曲。
  - 足利市立坂西中学校 校歌 -  石桁 真礼生作曲。
  - 越谷市立北中学校 校歌 - 宍戸睦郎作曲。
  - 越谷市立中央中学校 校歌 - 宍戸睦郎作曲。
  - 上尾市立大石中学校 校歌 - 平井康三郎作曲。
  - 千葉市立蘇我中学校 校歌 - 平井康三郎作曲。
  - 板橋区立上板橋第三中学校 校歌 - 中田喜直作曲。
  - 文京区立茗台中学校 校歌 - 平井康三郎作曲。
  - 練馬区立豊玉第二中学校 校歌 - 平井康三郎作曲。
  - 立川市立立川第五中学校 校歌 - 平井康三郎作曲。
  - 横浜市立中山中学校 校歌 - 小村三千三作曲。
  - 横浜市立西谷中学校 校歌 - 井上武士作曲。
  - 厚木市立厚木中学校 校歌 - 平井康三郎作曲。
  - 藤沢市立湘洋中学校 校歌 - 平井康三郎作曲。
  - 長野市立櫻ヶ岡中学校 校歌 - 團伊玖磨作曲。
  - 長野市立川中島中学校 校歌 - 團伊玖磨作曲。
  - 長野市立三陽中学校 校歌 - 平井康三郎作曲。
  - 大津市立堅田中学校 校歌 - 下總皖一 作曲。
  - 鈴鹿市立神戸中学校 校歌 - 下総皖一作曲。
- 小学校
  - 紋別市立紋別小学校 校歌 - 下總皖一作曲。
  - 一関市立南小学校 校歌 - 橋本秀次作曲。
  - 深谷市立藤沢小学校 校歌 - 下総皖一作曲。
  - 川口市立根岸小学校 校歌 - 中田喜直作曲。
  - 川越市立仙波小学校 校歌 - 平井康三郎作曲。
  - 川越市立大塚小学校 校歌 - 小林秀雄作曲。
  - 上尾市立大石小学校 校歌 - 平井康三郎作曲。
  - 船橋市立船橋小学校 校歌 - 平井康三郎作曲。
  - 船橋市立三咲小学校 校歌 - 小林三千三作曲。
  - 松戸市立矢切小学校 校歌 - 平井康三郎作曲。
  - 市川市立国府台小学校 校歌 - 平井康三郎作曲。
  - 鎌ケ谷市立鎌ケ谷小学校 校歌 - 信時潔作曲。
  - 川島町立中山小学校 校歌 - 下総皖一作曲。
  - 板橋区立若木小学校 校歌 - 平井康三郎作曲。
  - 板橋区立大谷口小学校 校歌 - 平井康三郎作曲。
  - 文京区立千駄木小学校 校歌 - 城多又兵衛作曲。
  - 江東区立数矢小学校 校歌 - 信時潔作曲。
  - 江東区立第五大島小学校 校歌 - 平井康三郎作曲。
  - 台東区立千束小学校 校歌 - 中山晋平作曲。
  - 葛飾区立道上小学校 校歌 - 芥川也寸志作曲。
  - 葛飾区立二上小学校 校歌 - 平井康三郎作曲。
  - 江戸川区立東小岩小学校 校歌 - 小出浩平作曲。
  - 江戸川区立篠崎第二小学校 校歌 - 小出浩平作曲。
  - 小金井市立小金井第三小学校 校歌 - 平井康三郎作曲。
  - 横浜市立菊名小学校 校歌 - 平井康三郎作曲。
  - 横浜市立桜岡小学校 校歌 - 井上武士作曲。
  - 横浜市立山下小学校 校歌 - 井上武士作曲。
  - 横浜市立戸塚小学校 校歌 - 井上武士作曲。
  - 横浜市立星川小学校 校歌 - 下総皖一作曲。
  - 横浜市立上末吉小学校 校歌 - 井上武士作曲。
  - 川崎市立田島小学校 校歌 - 高田信一作曲。
  - 川崎市立殿町小学校 校歌 - 村井恒雄作曲。
  - 平塚市立大野小学校 校歌 - 平井康三郎作曲。
  - 平塚市立花水小学校 校歌 - 平井康三郎作曲。
  - 厚木市立荻野小学校 校歌 - 平井康三郎作曲。
  - 池田町立会染小学校 校歌 - 平井康三郎作曲。
  - 那珂川町立馬頭小学校 校歌 - 平井康三郎作曲。　
  - 長野市立加茂小学校 校歌 - 平井康三郎作曲。
  - 松本市立寿小学校 校歌 - 平井康三郎作曲。
  - 上田市立豊殿小学校 校歌
  - 岡谷市立神明小学校 校歌 - 竹内邦光作曲。
  - 名古屋市立正木小学校 校歌 - 平井健三郎作曲。
  - 横須賀市立田浦小学校 校歌 - 平井康三郎作曲。